# Chapalmalania
A Chapalmalania az emlősök (Mammalia) osztályának ragadozók (Carnivora) rendjébe, ezen belül a mosómedvefélék (Procyonidae) családjába tartozó fosszilis nem.

## Tudnivalók
A Chapalmalania-fajok egykori előfordulási területe Kolumbiától Argentínáig tartott. Ezek az állatok a pliocén kor idején éltek. Habár a mosómedvével (Procyon lotor) és az ormányos medvével (Nasua nasua) álltak rokonságban, megjelenésben egy kisebb medvére (Ursidae) hasonlíthattak. Fej-testhosszuk 1,5 méter volt, rövid farokkal. Testtömegük 150 kilogramm lehetett, körülbelül annyi, mint egy nőstény fekete medvéé (Ursus americanus). A többi mosómedveféléhez képest a nagy méretük és eltérő megjelenésük miatt, a Chapalmalania-fajokat először igazi medvéknek vélték. Feltételezések szerint a Cyonasua nemből fejlődött ki. A Cyonasua volt az egyik legelső mosómedve csoport, amely behatolt Dél-Amerikába, és itt adott életet a Chapalmalania nemnek. Azonban később, amikor az igazi medvék, valamint a kutyafélék (Canidae) és macskafélék (Felidae) is átkeltek a Panama-földszoroson, Chapalmalania-fajok vetélytársakat kaptak; ennek következtében pedig kihaltak.
Mivel a fogazatuk is medveszerű volt, feltételezhető, hogy táplálkozása is hasonló lehetett. Egy glyptodonféle (Glyptodontidae) maradványán Chapalmalania fognyomot találtak; azonban nagy a valószínűsége annak, hogy az óriás tatufaj, már halott volt, amikor a mosómedve evett belőle.

## Rendszerezés
A nembe az alábbi 2 faj tartozik:
- †Chapalmalania altaefrontis
- †Chapalmalania orthognatha

## Fordítás
- Ez a szócikk részben vagy egészben  a   Chapalmalania című angol Wikipédia-szócikk ezen változatának fordításán alapul.  Az eredeti cikk szerkesztőit annak laptörténete sorolja fel. Ez a jelzés csupán a megfogalmazás eredetét és a szerzői jogokat jelzi, nem szolgál a cikkben szereplő információk forrásmegjelöléseként.
- Ez a szócikk részben vagy egészben  a   List of procyonids című angol Wikipédia-szócikk ezen változatának fordításán alapul.  Az eredeti cikk szerkesztőit annak laptörténete sorolja fel. Ez a jelzés csupán a megfogalmazás eredetét és a szerzői jogokat jelzi, nem szolgál a cikkben szereplő információk forrásmegjelöléseként.